# Hypocoela humidaria
Hypocoela humidaria là một loài bướm đêm trong họ Geometridae.